# 柯比 (怀俄明州)
柯比（英語：Kirby）是美国怀俄明州温泉县下属的一座城鎮。该鎮的人口在2000年为57人，2010年有92，2011年则估计有92人。